# Severinia popovi
Severinia popovi är en bönsyrseart som beskrevs av Johann Heinrich Kaltenbach 1982. Severinia popovi ingår i släktet Severinia, och familjen Mantidae. Inga underarter finns listade i Catalogue of Life.